# استادی بات-ترلینگ (تگزاس)
استادی بات-ترلینگ، تگزاس(به انگلیسی: Study Butte-Terlingua, Texas) شهری در ایالت تگزاس از ایالات جنوبی ایالات متحده آمریکا است. در سرشماری سال ۲۰۰۰، جمعیت این شهر ۲۶۷ نفر اعلام شد.